# The Industrialist
The Industrialist ist das neunte Studioalbum der US-amerikanischen Metal-Band Fear Factory. Das Album wurde am 1. Juni 2012 in Deutschland und am 5. Juni 2012 in den USA bzw. international veröffentlicht.

## Entstehung
Das Album wurde wie das Vorgängeralbum Mechanize in den Surplus Studios im kalifornischen Van Nuys, einem Stadtteil von Los Angeles, eingespielt, produziert und gemastert.
Für das Album wurde ein Drumcomputer verwendet:

„Jahrelang wollten uns die Leute nicht glauben, dass wir keinen Drumcomputer benutzen. Nun haben wir einen benutzt, und es glaubt uns wieder niemand.“

Das Album entstand somit ausschließlich unter der Beteiligung von Burton C. Bell und Dino Cazares sowie Koproduzent Rhys Fulber. Obwohl Anfang 2012 mit Matt DeVries und Mike Heller ein neuer Bassist und ein neuer Schlagzeuger zur Band stießen, sind diese noch nicht im Booklet als Bandmitglieder aufgeführt. Das Album ist ein Konzeptalbum, das eine Geschichte erzählt, die Sänger Burton C. Bell schrieb:

„The album is a futuristic tale of an automaton, striving to survive by fighting for its existence within a desperate world. The lyrics tell the story while the music takes our industrial roots and blends them more perfectly than ever with our metal edge. And all without losing the sound that makes FEAR FACTORY a machine of sonic devastation.“

## Rezeption
Conny Schiffbauer vergab im Magazin Rock Hard acht von zehn möglichen Punkten. The Industrialist klinge vielfältiger als sein Vorgänger. Das „reine Metal-Geballer“ werde zugunsten von Electro-, Industrial- und Noise-Klängen etwas zurückgeschraubt, und es bliebe zudem „mehr Platz für düster-dramatische Melodien“. Das Album erreichte gemeinsam mit den neuen Veröffentlichungen von Six Feet Under und Great White den 15. Platz der Redaktionswertung.

## Titelliste
1. The Industrialist – 6:07
2. Recharger – 4:09
3. New Messiah – 4:30
4. God Eater – 5:57
5. Depraved Mind Murder – 4:43
6. Virus of Faith – 4:34
7. Difference Engine – 3:37
8. Disassemble – 4:12
9. Religion Is Flawed Because Man Is Flawed – 1:52
10. Human Augmentation – 9:04
11. Blush Response (Difference Engine Remix) – 4:38 (Bonus Track Digipak)
12. Landfill (Cover von Pitchshifter) – 3:44 (Bonus Track Digipak)